# Campionati dei piccoli stati d'Europa di atletica leggera 2024
I V campionati dei piccoli stati d'Europa di atletica leggera si sono svolti a Gibilterra, il 22 giugno 2024 presso il Lathbury Athletics Stadium. Gli atleti hanno gareggiato in 29 specialità, 14 maschili e 15 femminili.

## Nazioni partecipanti
Hanno preso parte a questi campionati atleti provenienti da 16 nazioni:
- Albania
- Andorra
- Armenia
- Cipro
- Città del Vaticano
- Georgia
- Gibilterra
- Islanda

- Liechtenstein
- Lussemburgo
- Macedonia del Nord
- Malta
- Moldavia
- Monaco
- Montenegro
- San Marino

## Risultati

### Uomini
| Specialità                                                                              | Oro                                                                           | Prestazione | Argento                                                                                    | Prestazione | Bronzo                                                              | Prestazione |
| Corse piane                                                                             |                                                                               |             |                                                                                            |             |                                                                     |             |
| 100 m                                                                                   | Francesco Sansovini San Marino                                                | 10"63       | Beppe Grillo Malta                                                                         | 10"71       | Stavros Avgoustinou Cipro                                           | 10"80       |
| 200 m                                                                                   | Stavros Avgoustinou Cipro                                                     | 21"40       | Franko Burraj Albania                                                                      | 21"52       | Beppe Grillo Malta                                                  | 21"57       |
| 400 m                                                                                   | Franko Burraj Albania                                                         | 47"73       | Paisio Dimitriadis Cipro                                                                   | 48"47       | Graham Pellegrini Malta                                             | 48"56       |
| 800 m                                                                                   | Jared Micallef Malta                                                          | 1'52"87     | Pol Moya Andorra                                                                           | 1'53"57     | Mathis Espagnet Lussemburgo                                         | 1'53"76     |
| 1 500 m                                                                                 | Pol Moya Andorra                                                              | 4'04"86     | Yervand Mkrtchyan Armenia                                                                  | 4'04"95     | Gaspar Klückers Lussemburgo                                         | 4'07"01     |
| 5 000 m                                                                                 | Yervand Mkrtchyan Armenia                                                     | 14'30"42    | Quentin Succo Monaco                                                                       | 14'35"02    | Niall Foley Lussemburgo                                             | 14'37"09    |
| Corse a ostacoli                                                                        |                                                                               |             |                                                                                            |             |                                                                     |             |
| 110 m hs                                                                                | Konstantinos Tziakouris Cipro                                                 | 14"43       | Axel Remy Monaco                                                                           | 15"81       | Giuseppe Zapparata Città del Vaticano                               | 17"34       |
| 400 m hs                                                                                | Ívar Kristinn Jasonarson Islanda                                              | 53"20       | David Friederich Monaco                                                                    | 53"67       | Andrea Ercolani Volta San Marino                                    | 53"71       |
| 3000 m siepi                                                                            | Gil Weicherding Lussemburgo                                                   | 9'00"41     | Luke Micallef Malta                                                                        | 9'08"35     | Charel Friederich Lussemburgo                                       | 9'13"60     |
| Salti                                                                                   |                                                                               |             |                                                                                            |             |                                                                     |             |
| Salto in lungo                                                                          | Izmir Smajlaj Albania                                                         | 7,83 m      | Gor Hovakimyan Armenia                                                                     | 7,59 m      | Antreas Machallekides Cipro                                         | 7,39 m      |
| Lanci                                                                                   |                                                                               |             |                                                                                            |             |                                                                     |             |
| Getto del peso                                                                          | Tomaš Đurović Montenegro                                                      | 18,61 m     | Muhamet Ramadani Kosovo                                                                    | 18,48 m     | Petros Michaelides Cipro                                            | 18,18 m     |
| Lancio del disco                                                                        | Guðni Valur Guðnason Islanda                                                  | 60,40 m     | Danijel Furtula Montenegro                                                                 | 60,23 m     | Giorgos Koniarakis Cipro                                            | 59,15 m     |
| Staffette                                                                               |                                                                               |             |                                                                                            |             |                                                                     |             |
| Staffetta svedese                                                                       | Malta Graham Pellegrini Omar El Aida Chaffey Matthew Galea Soler Beppe Grillo | 1'54"24     | Cipro Paisios Dimitriadis Stavros Avgoustinou Anastasios Vasileiou Konstantinos Tziakouris | 1'55"41     | Lussemburgo Philippe Hilger David Wallig Glenn Lassine Alan Jéhanno | 1'55"45     |
| Corsa campestre                                                                         |                                                                               |             |                                                                                            |             |                                                                     |             |
| Corsa campestre                                                                         | Kelvin Gomez Gibilterra                                                       | 24'36"39    | Andrew Gordon Gibilterra                                                                   | 25'32"05    | Arnold Rogers Gibilterra                                            | 25'54"27    |
| record dei campionati; record nazionale; record personale; record personale stagionale. |                                                                               |             |                                                                                            |             |                                                                     |             |

### Donne
| Specialità                                                                              | Oro                                                                     | Prestazione | Argento                                                                     | Prestazione | Bronzo                                                                      | Prestazione |
| Corse piane                                                                             |                                                                         |             |                                                                             |             |                                                                             |             |
| 100 m                                                                                   | Paraskevi Andreou Cipro                                                 | 11"88       | Marianna Pisiara Cipro                                                      | 12"05       | Carla Scicluna Malta                                                        | 12"13       |
| 200 m                                                                                   | Charlotte Wingfield Malta                                               | 24"20       | Carla Scicluna Malta                                                        | 24"45       | Gayane Chiloyan Armenia                                                     | 24"64       |
| 400 m                                                                                   | Kalliopi Kountouri Cipro                                                | 54"18       | Janet Richard Malta                                                         | 54"32       | Milena Grigoryan Armenia                                                    | 56"18       |
| 800 m                                                                                   | Stavrini Filippou Cipro                                                 | 2'06"76     | Ellada Alaverdyan Armenia                                                   | 2'07"38     | Gina McNamara Malta                                                         | 2'09"09     |
| 1500 m                                                                                  | Gina McNamara Malta                                                     | 4'45"43     | Gresa Bakraci Kosovo                                                        | 4'46"83     | Embla Margrét Hreimsdóttir Islanda                                          | 4'50"41     |
| 5 000 m                                                                                 | Andrea Kolbeinsdóttir Islanda                                           | 17'13"55    | Gina McNamara Malta                                                         | 18'02"63    | Gresa Bakraci Kosovo                                                        | 18'05"90    |
| Corse a ostacoli                                                                        |                                                                         |             |                                                                             |             |                                                                             |             |
| 100 m hs                                                                                | Júlía Kristín Jóhannesdóttir Islanda                                    | 14"34       | Andjela Drobnjak Montenegro                                                 | 14"50       | Julia Rohrer Liechtenstein                                                  | 14"84       |
| 400 m hs                                                                                | Ingibjörg Sigurðardóttir Islanda                                        | 1'00"22     | Kalypso Stavrou Cipro                                                       | 1'00"39     | Alba Viñals Andorra                                                         | 1'01"46     |
| 3000 m siepi                                                                            | Andreea Stavila Moldavia                                                | 10'02"55    | Chrystalla Chadjipolydorou Cipro                                            | 11'11"86    | Eloïse Lefevre Lussemburgo                                                  | 11'33"67    |
| Salti                                                                                   |                                                                         |             |                                                                             |             |                                                                             |             |
| Salto in alto                                                                           | Birta María Haraldsdóttir Islanda                                       | 1,85 m      | Marija Vuković Montenegro                                                   | 1,77 m      | Julie Craenen Lussemburgo                                                   | 1,74 m =    |
| Salto in lungo                                                                          | Birna Kristín Kristjánsdóttir Islanda                                   | 6,46 m      | Rachela Pace Malta                                                          | 6,28 m      | Yana Sargsyan Armenia                                                       | 6,16 m      |
| Lanci                                                                                   |                                                                         |             |                                                                             |             |                                                                             |             |
| Getto del peso                                                                          | Dimitriana Bezede Moldavia                                              | 17,68 m     | Erna Sóley Gunnarsdóttir Islanda                                            | 17,23 m     | Sopiko Shatirishvili Georgia                                                | 15,59 m     |
| Lancio del disco                                                                        | Alexandra Emilianov Moldavia                                            | 61,87 m     | Androniki Lada Cipro                                                        | 53,52 m     | Jule Insinna Liechtenstein                                                  | 48,21 m     |
| Staffette                                                                               |                                                                         |             |                                                                             |             |                                                                             |             |
| Staffetta svedese                                                                       | Malta Claire Azzopardi Charlotte Wingfield Carla Scicluna Janet Richard | 2'10"62     | Cipro Paraskevi Andreou Kalypso Stavrou Marianna Pisiara Kalliopi Kountouri | 2'11"52     | Armenia Marianna Baghyan Gayane Chiloyan Lilit Harutyunyan Milena Grigoryan | 2'13"80     |
| Corsa campestre                                                                         |                                                                         |             |                                                                             |             |                                                                             |             |
| Corsa campestre                                                                         | Kim Baglietto Gibilterra                                                | 31'33"32    | Chiara Guiducci San Marino                                                  | 32'34"85    | Karyn Barnett Gibilterra                                                    | 35'28"07    |
| record dei campionati; record nazionale; record personale; record personale stagionale. |                                                                         |             |                                                                             |             |                                                                             |             |

## Medagliere
| Posizione | Paese              | Oro | Argento | Bronzo | Totale |
| --------- | ------------------ | --- | ------- | ------ | ------ |
| 1         | Islanda            | 7   | 1       | 1      | 9      |
| 2         | Cipro              | 5   | 7       | 4      | 16     |
| 3         | Malta              | 5   | 6       | 4      | 15     |
| 4         | Moldavia           | 3   | 0       | 0      | 3      |
| 5         | Gibilterra         | 2   | 1       | 2      | 5      |
| 6         | Albania            | 2   | 1       | 0      | 3      |
| 7         | Armenia            | 1   | 3       | 4      | 8      |
| 8         | Montenegro         | 1   | 3       | 0      | 4      |
| 9         | Lussemburgo        | 1   | 1       | 7      | 9      |
| 10        | Andorra            | 1   | 1       | 1      | 3      |
| 10        | San Marino         | 1   | 1       | 1      | 3      |
| 12        | Kosovo             | 0   | 2       | 1      | 3      |
| 13        | Monaco             | 0   | 2       | 0      | 2      |
| 14        | Liechtenstein      | 0   | 0       | 2      | 2      |
| 15        | Città del Vaticano | 0   | 0       | 1      | 1      |
| 15        | Georgia            | 0   | 0       | 1      | 1      |
| Totale    | Totale             | 29  | 29      | 29     | 87     |